# Жданова Оксана Вікторівна
Жданова Оксана Вікторівна (нар. 3 лютого 1993) — українська акторка театру і кіно. Донька українських акторів Олени Хохлаткіної та Віктора Жданова.

## Життєпис
Народилася 3 лютого 1993 року у Херсоні в акторській сім'ї. Батько Віктор Жданов та мати Олена Хохлаткіна працювали в цей час на сцені Херсонського обласного українського музично-драматичного театру.
У 2000 році сім'я переїхала у Донецьк, де батьки виступали у складі трупи Донецького національного академічного українського музично-драматичного театру.
Після закінчення школи Оксана вивчала театральне мистецтво у Київському національному університеті театру, кіно і телебачення ім. Івана Карпенко-Карого в майстерні Дмитра Богомазова. Диплом отримала у 2015 році.
Працювала в Київському театрі драми і комедії на лівому березі Дніпра з 2013—2020 року. З 2021 року працює в театрі Івана Франка.

## Кінокар'єра
Ще студенткою з 2013 року стала акторкою Театру на лівому березі Дніпра. Серед її робіт: «Мене немає …» — Лєра; «Білі ночі любові» — Настінька; «Радість сердечна, або Кепка з карасями» — Нюрка; «Співай, Лола, співай!» — Лола; «Карнавал плоті» — Марія; «Людина, яка платить» — прислуга; «Життя попереду» — Момо; «Погані дороги» — Перша.
У кіно почала зніматися з 2011 року.Популярність прийшла в 2014 році після головної ролі в 95-серійній мелодрамі «Дворняжка Ляля».  Іншим великим проєктом в кар'єрі Жданової стала робота над багатосерійним фільмом «Нитки долі» в 2016 році.Також можна побачити чудові роботи у стрічках «Я працюю на цвинтарі», серіал «Перші дні» , «11 дітей з Моршина» 

## Фільмографія
| Рік  |   | Українська назва         | Оригінальна назва         | Роль                         |
| ---- | - | ------------------------ | ------------------------- | ---------------------------- |
| 2021 | ф | Бідна Саша               |                           | Катерина                     |
| 2020 | ф | Я працюю на цвинтарі     |                           | Донька-замовниця             |
| 2019 | с | Суддя                    | Судья                     | Ірина (головна роль)         |
| 2019 | с | Про що мовчить річка     | О чем не расскажет река   | Марина                       |
| 2019 | с | Від кохання до ненависті | От любви до ненависти     | Олеся                        |
| 2019 | ф | 11 дітей з Моршина       |                           | Ксюша                        |
| 2018 | с | Чуже життя               | Чужая жизнь               | Катя Лукіна                  |
| 2018 | с | У минулого в боргу       | У прошлого в долгу!       | Маша                         |
| 2018 | с | Віддай мою мрію          | Отдай мою мечту           | Ліза                         |
| 2018 | с | Нульовий цикл            | Нулевой цикл              | Світлана                     |
| 2018 | с | Виноград                 | Виноград                  | Лара Рогова                  |
| 2017 | с | Квіти дощу               | Цветы дождя               | Жанна                        |
| 2017 | с | Що робить твоя дружина?  | Что делает твоя жена?     | Лариса Лузіна                |
| 2017 | с |                          | Радуга в небе             | Наташа                       |
| 2017 | с | Присягаюсь кохати довіку | Клянусь любить тебя вечно | Свєта Коваленко              |
| 2016 | с | Чорна квітка             | Чёрный цветок             | Світлана                     |
| 2016 | с | Запитайте в осені        | Спросите у осени          | Ліза                         |
| 2016 | с | Нитки долі               | Нити судьбы               | Ася                          |
| 2016 | с |                          | Забудь и вспомни          | Ксюша Єгорова                |
| 2016 | с |                          | Гражданин Никто           | Ліка Южницька                |
| 2015 | с |                          | Вернёшься - поговорим     | Аліса                        |
| 2015 | с | Дворняжка Ляля           | Дворняжка Ляля            | Ляля Рубінова (головна роль) |
|      | с |                          |                           |                              |
| 2020 | с | Я є іллюзія              |                           |                              |
| 2023 | с | Перші дні                | Those who stay            | Головна                      |